# سیارک ۱۱۳۶۳
سیارک ۱۱۳۶۳ (به انگلیسی: 11363 Vives، نامگذاری:1998EB12) یازده هزار و سیصد و شصت و سومین سیارک کشف شده‌است که در ۱ مارس ۱۹۹۸ کشف شد.
قدر مطلق سیارک برابر ۱۴٫۲۰ است.